# Thierry IV de Lusace
Pour les articles homonymes, voir Thierry IV et Thierry.
Thierry IV de Lusace (nommé en allemand Dietzmann) (né en 1260 ; mort le 10 décembre 1307), comte de Pleissnerland en 1282 puis margrave de Lusace en 1288/1291 jusqu'en 1303 et d'Osterland en 1291, enfin landgrave de Thuringe jusqu'à sa mort.

## Biographie
Thierry nait en 1260, il est le 3e fils du margrave de Misnie, Albert II le Dégénéré époux de Marguerite de Hohenstaufen dite de Sicile, une fille de Frédéric II du Saint-Empire, héritière d'Altenbourg. En 1270 la mère de Thierry doit s'enfuir du Château de la Wartbourg et se réfugier à Francfort, parce que son mari, tombé amoureux de Cunégonde de Eisenberg, l'avait pris comme concubine, cohabitait avec elle et en avait déjà deux enfants ! 
Après la mort de leur mère le 8 août de la même année Thierry et son frère aîné Frédéric, sont élevés par leur oncle le margrave d'Osterland Thierry de Landsberg († 1285). Devenu adultes, Thierry, Frédéric et leur frère aîné Henri II († 1282), doivent mener une véritable guerre contre leur père, qui voulait les déshériter au profit de son fils « Apitz » c'est-à-dire Albert que lui avait donné Cunégonde.
Thierry qui reçoit le Pleissnerland à la mort de son frère Henri II en 1282, hérite de la Lusace après la mort de son grand-père Henri IV l'Illustre en 1288 et de l'Osterland après la mort sans héritier de son cousin Frédéric Tuta en 1291. En 1301 l'archevêque Burchard II de Magdebourg lui vend avec une option de rachat à Thierry IV, les châteaux en Droyßig et de Burgwerben pour 2000 marks d'argent. Burchard ne lèvera jamais l'option, au contraire, il cède également le château et la ville de Spremberg à Thierry. En 1303, Thierry IV vend de son côté la Lusace aux margraves de Brandebourg de la Maison d'Ascanie.
Le roi des Romains Adolphe de Nassau prive Thierry de ses autres héritages, mais après la chute d'Adolphe en 1298, Thierry est rétabli. En 1307, le roi Albert Ier du Saint-Empire envahit l'Osterland avec une grande armée. Thierry et son frère Frédéric Ier le Mordu le margrave de Misnie, lèvent une armés de paysans et avec l'aide de chevaliers de Brunswick, ils battent Albert lors de bataille de Lucka le 31 mai 1307.
Thierry meurt en décembre 1307 à Leipzig. Selon une tradition ultérieure il aurait été assassiné le 24 ou le 25 décembre par Philippe de Nassau dans l'église Saint-Thomas de Leipzig. Cependant, il est plus probable qu'il soit mort de causes naturelles le 10 décembre.
Thierry IV avait épousé en 1295 Jutta de Henneberg ; cette union reste sans postérité.

## Source
- (en) Cet article est partiellement ou en totalité issu de l’article de Wikipédia en anglais intitulé « Theodoric IV, Landgrave of Lusatia » (voir la liste des auteurs), édition du  25 avril 2014.